# Johan Acrel
Johan Acrel, född 1713 i Österåker, död 1790, var en svensk skeppsbyggare. Han var far till Johan Gustaf Acrel.

## Biografi
Johan Acrel var son till Johannes Acrelius och dennes hustru Sara Gahm. Acrel var skeppsbyggmästare vid Amiralitetet, och byggde främst galärer. Som sådan arbetade han som skeppsbyggmästare vid den Kungliga Galere-Esquadern. Han levererade från 1756 oftast sina fartyg till Arméns flotta.
Acrel tog även initiativ till Galärparken vid Näs herrgård, där han planterade ekar för att trygga flottans behov av framtida timmer.

## Fartyg som ritats av Acrel
- Serafimsorden - 1749
- Östergötland - 1749
- Ekeblad - 1749
- Wrede - 1749